# Département des Transports de Los Angeles

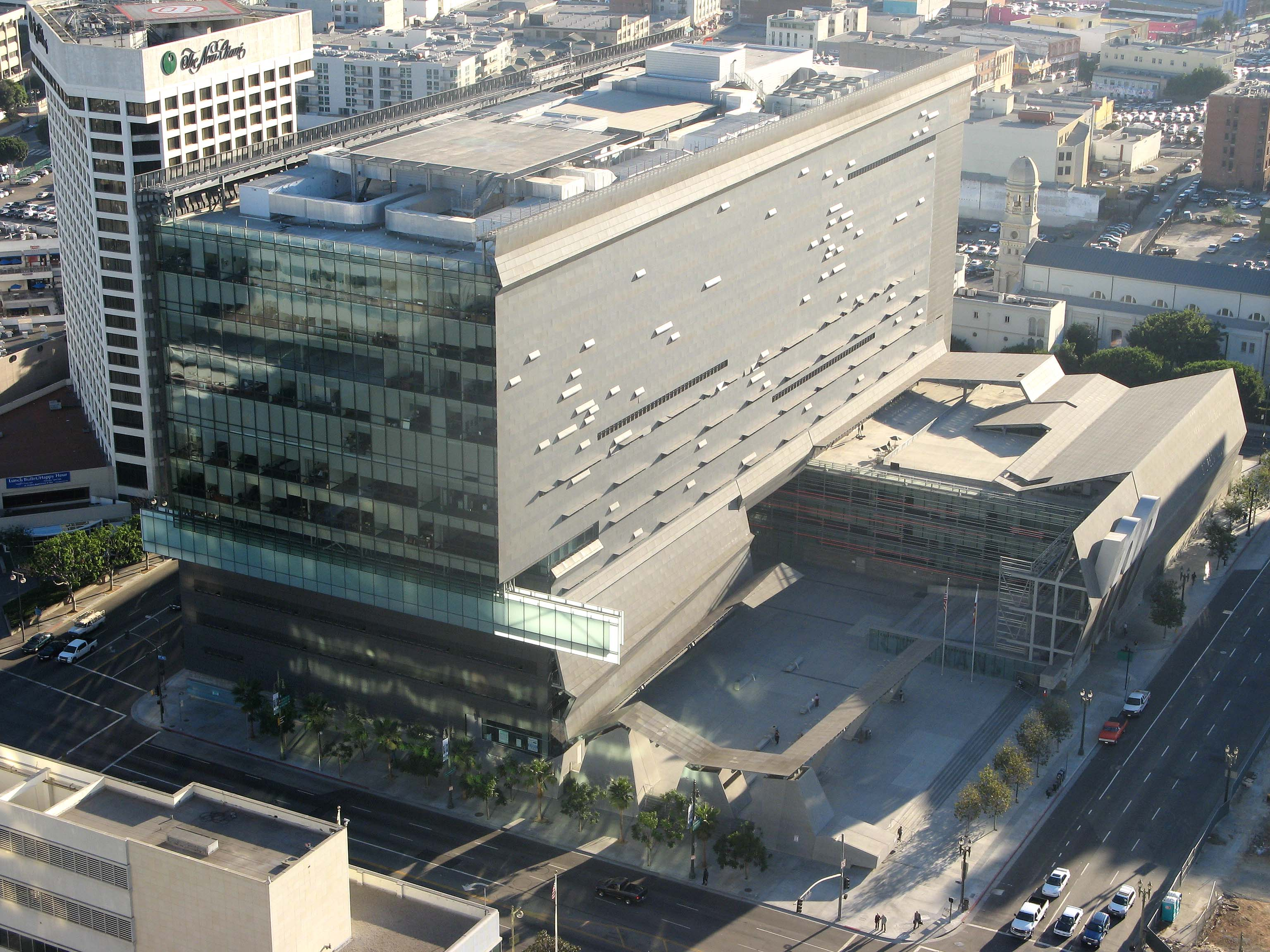
Siège du district 7 de Caltrans District, où se trouve également le siège du LADOT.

Le département des Transports de Los Angeles (Los Angeles Department of Transportation, ou LADOT) est une agence qui gère les transports en commun dans la ville de Los Angeles. Elle exploite actuellement plus de 300 véhicules qui desservent plus de 30 millions de passagers chaque année sur plus de 800 000 heures et est le second plus grand réseau du comté de Los Angeles après la Los Angeles County Metropolitan Transportation Authority. LADOT gère aussi les feux de signalisation de la ville. La construction et la maintenance des rues est du ressort du Los Angeles City Department of Public Works.